# ليزلي هوارد (عازف بيانو)
ليزلي هوارد (بالإنجليزية: Leslie Howard)‏ (و. 1948  م) هو عازف بيانو، وملحن من المملكة المتحدة، وأستراليا، ولد في ملبورن، يستخدم آلات بيانو، بدأ مشواره المهني سنة 1953.

## روابط خارجية
- ليزلي هوارد على موقع ميوزك برينز (الإنجليزية)
- ليزلي هوارد على موقع أول ميوزيك (الإنجليزية)
- ليزلي هوارد على موقع ديسكوغز (الإنجليزية)